# Reuzenxenops
De reuzenxenops (Megaxenops parnaguae) is een zangvogel uit de familie Furnariidae (ovenvogels). De naam is afgeleid van Parnaguá (Piauí, Brazilië) waar het type geschoten werd.

## Verspreiding en leefgebied
Deze soort is endemisch in oostelijk Brazilië.

## Status
De grootte van de populatie is niet gekwantificeerd maar aangenomen wordt dat de soort vrij algemeen is in ten minste een deel van zijn verspreidingsgebied. Op de Rode lijst van de IUCN heeft deze soort de status niet bedreigd.